# Moravany (Slowakei)
Moravany (1927–1948 slowakisch „Moraviany“ – bis 1927 „Muroviany“; ungarisch Morva) ist eine Gemeinde im Osten der Slowakei mit 1034 Einwohnern (Stand 31. Dezember 2024), die zum Okres Michalovce, einem Teil des Košický kraj gehört und in der traditionellen Landschaft Zemplín liegt.

## Geographie
Die Gemeinde befindet sich im Ostslowakischen Tiefland im weiten Ondavatal, genau östlich jener Stelle, wo Ondava den Fluss Topľa zunimmt. Östlich des Ortes erhebt sich ein kleines Hügelland namens Pozdišovská pahorkatina. Das Ortszentrum liegt auf einer Höhe von 110 m n.m. und ist 16 Kilometer von Michalovce entfernt.
Neben dem Hauptort liegt auf dem Weg nach Trhovište noch die Siedlung Lučkovce, die aber kein Gemeindeteil ist.
Nachbargemeinden sind Rakovec nad Ondavou im Norden, Pozdišovce im Osten, Trhovište und Horovce im Süden, Tušická Nová Ves im Südwesten und Tušice und Parchovany im Westen.

## Geschichte
Moravany wurde zum ersten Mal 1252 als Morowa schriftlich erwähnt, als es damals zum Geschlecht Bogátradvány gehörte. Der Name weist auf eine Gründung durch die Mährer, die im damaligen Grenzgebiet des entstehenden ungarischen Staates angesiedelt wurden. Erste Überlieferungen über eine Kirche stammen aus dem 14. Jahrhundert, zusätzlich existierte am örtlichen Friedhof im 15. Jahrhundert eine Holzkapelle. 1600 gab es insgesamt 14 bewohnte Häuser, zwei Landsitze, eine Kirche, einen Pfarrhof und eine Schule. Nach den Wirren des 17. und frühen 18. Jahrhunderts (ständische Aufstände, Pestepidemie) konnte sich das Dorf erst im 18. Jahrhundert wieder erholen. 1828 zählte man 128 Häuser und 947 Einwohner, die in der Landwirtschaft beschäftigt waren.
Bis 1918/1919 gehörte der im Komitat Semplin liegende Ort zum Königreich Ungarn und kam danach zur Tschechoslowakei beziehungsweise heute Slowakei.

## Bevölkerung
| Jahr                | 1994 | 2004    | 2014    | 2024    |
| ------------------- | ---- | ------- | ------- | ------- |
| Anzahl der Personen | 1051 | 1040    | 1047    | 1034    |
| Unterschied         |      | −1,04 % | +0,67 % | −1,24 % |

| Jahr                | 2023 | 2024    |
| ------------------- | ---- | ------- |
| Anzahl der Personen | 1025 | 1034    |
| Unterschied         |      | +0,87 % |

Nach der Volkszählung 2011 wohnten in Moravany 1044 Einwohner, davon 1021 Slowaken und jeweils ein Magyare, Russine und Ukrainer; ein Einwohner gehörte einer anderen Ethnie an. 19 Einwohner machten diesbezüglich keine Angabe. 650 Einwohner bekannten sich zur römisch-katholischen Kirche, 220 Einwohner zur griechisch-katholischen Kirche, 54 Einwohner zur evangelischen Kirche A. B., 36 Einwohner zur reformierten Kirche, sieben Einwohner zur orthodoxen Kirche und ein Einwohner zur evangelisch-methodistischen Kirche; ein Einwohner bekannte sich zu einer anderen Konfession. Elf Einwohner waren konfessionslos und bei 64 Einwohnern wurde die Konfession nicht ermittelt.

## Bauwerke
- römisch-katholische Stephanskirche, im 14. Jahrhundert gebaut und 1814 umgebaut
- reformierte Kirche aus dem Jahr 1856